# 歐達琛
歐達琛（葡萄牙語：António de Almeida Santos，澳葡官定譯名為歐達琛；1926年2月15日—2016年1月18日），葡萄牙律師、政治人物及政府部長。
歐達琛生於葡萄牙塞亞，1950年畢業於哥英布拉大學法學院，獲法學士學位，1952年前往葡屬東非，並於1953至1974年間在當地擔任律師。康乃馨革命後，他回到葡萄牙里斯本。
至1974起，他先後擔任地區調協部長、社會傳播部長、司法部長、助理部長及議會事務部長。
歐達琛自1985年起擔任國務委員會成員直至離世。
他在第七屆及第八屆共和國議會（1995年10月31日至2002年4月4日）中當選為議長。
2016年1月18日，歐達琛在奧伊拉斯壽終正寢，享壽89歲。